# 榎本健一
榎本 健一（えのもと けんいち、1904年10月11日 - 1970年1月7日）は、日本の俳優、歌手、コメディアンである。当初は浅草を拠点としていたが、エノケンの愛称で広く全国に知られていった。「日本の喜劇王」とも呼ばれ、第二次世界大戦期前後の日本で国民的喜劇俳優として活躍した。

## 来歴・人物

### 生い立ち
東京市赤坂区青山（現在の東京都港区青山）で生まれる。幼少期に母を亡くし、その家系の祖母が引き取るが、その祖母も死去。父親の元で育てられるものの、生来のやんちゃな性格が仇となり、学校から親が呼び出されることもしばしばあった。
小学校時代の通信簿に、「修身」で「甲乙丙丁」の落第点である「丁」をつけられて鉛筆で上手に丁の字に線を書き加えて「甲」に見せかけて父親に見せたがすぐに見破られ大叱られしたというエピソードがある。当時流行していた『馬賊の歌』に憧れて、満州で馬賊になることも考えていたようだが、浅草に頻繁に遊びに行っていたこともあり、役者になることを志した。

### 浅草オペラ
1919年（大正8年）に浅草オペラの「根岸大歌劇団」の俳優・柳田貞一に弟子入りし浅草・金竜館にて初舞台を踏む。1922年（大正11年）3月20日、「根岸大歌劇団」がジョルジュ・ビゼーのオペラ『カルメン』を初演、そのコーラスでデビューしている。コーラス・ボーイとして所属し、佐々紅華の創作オペラ『勧進帳』などに出演。この時代の親友に、後に新劇の名優となり、広島の原爆で落命した丸山定夫がいた。徐々に頭角を現すが、1923年（大正12年）9月1日の関東大震災によって壊滅的な被害にあった浅草を離れ、当時流行の最先端であった活動写真（映画）の撮影所がある京都嵐山で喜劇的な寸劇を仲間らと演じていた。この震災前後、エノケンは舞台で猿蟹合戦の猿役を演じたとき、ハプニングでお櫃からこぼれた米粒を、猿の動きを真似て、愛嬌たっぷりに拾いながら食べるアドリブが観客に受け、喜劇役者を志すきっかけとなったと言われる。
東亜キネマ京都撮影所、中根龍太郎喜劇プロダクションの端役俳優を経て、1929年（昭和4年）、古巣浅草に戻り「カジノ・フォーリー」を旗揚げするがほどなく解散、エノケンのいない第二次カジノが隆盛をみた。
その後、「プペ・ダンサント」を経て、ジャズシンガーの二村定一と二人座長となった「ピエル・ブリヤント」を旗揚げ。座付作家に菊谷栄、俳優陣には、中村是好、武智豊子、師匠である柳田貞一らを抱え、これが後に「エノケン一座」となる。

### エノケン・ロッパの時代
エノケンの「動き」の激しさについて、手だけで舞台の幕を駆け上る、走っている車の扉から出て反対の扉からまた入るという芸当が出来たという伝説がある。この人気に目をつけた松竹はエノケン一座を破格の契約金で専属にむかえ、浅草の松竹座で常打ちの喜劇を公演し、下町での地盤を確固たるものとした（ピエル・ブリヤント後期）。一方、常盤興行は、映画雑誌編集者であった古川ロッパの声帯模写などの素人芸に目を付け、トーキーの進出で活躍の場を失っていた活動弁士の徳川夢声や生駒雷遊らと「笑の王国」を旗揚げさせのち松竹に所属、さらに東宝に移籍して有楽座で主に学生などインテリ層をターゲットとしたモダンな喜劇の公演を旗揚げし、「下町のエノケン、丸の内のロッパ」と並び称せられ、軽演劇における人気を二分した。
東宝の前身である、トーキー専門会社・ピー・シー・エル映画製作所の映画にも出演。その第一作『エノケンの青春酔虎伝』（監督は日活から迎えた山本嘉次郎）は、トーキー初期のヒット作となった。クライマックスシーンで、飛び乗ったシャンデリアから落下、全身を強打して、撮影は一時中断かと思われたが、翌日もエノケンは元気に撮影所に現れ、ラストまで撮り終えたというエピソードも残っている。また、喜劇を得意とする監督であった山本嘉次郎とは度々コンビを組んだ。
浅草時代からコロムビアの廉価盤「リーガル」レーベルや、ビクターに『モンパパ』などをレコーディングしていたが、1936年（昭和11年）にポリドール専属の歌手となり、多くの曲を吹き込んでいる。当時、アメリカで流行し始めたジャズも取り入れ、『洒落男』『私の青空』『月光価千金』『エノケンのダイナ (曲)』など既に他歌手の歌唱でヒットしていた和製ジャズの流行歌を、自分のキャラクターにあわせカバー、『リリ・オム』『南京豆売り』『アロハ・オエ』など、外国曲を原詞とは全く関係の無いストーリーに沿った歌詞で歌いヒットした。同じポリドールの人気歌手東海林太郎、上原敏と一緒のスナップ写真が多く残されている。エノケンが司会を務めた1941年（昭和16年）発売の流行歌謡集「歌は戦線へ」はポリドール専属歌手を総動員し、慰問用として数多くプレスされた。
ミュージカル風に話が進行するエノケン映画は、日中戦争が激化し、ヨーロッパにおいて第二次世界大戦が勃発した翌年の1940年（昭和15年）まで、ほぼ年に3〜4本は制作された。『エノケンの千万長者』『エノケンの頑張り戦術』といった現代劇、『エノケンの近藤勇』『エノケンのどんぐり頓兵衛』『エノケンのちゃっきり金太』『エノケンの猿飛佐助』『エノケンの法界坊』『エノケンの弥次喜多』『エノケンの鞍馬天狗』『エノケンの森の石松』『エノケンのざんぎり金太』といった時代劇はいずれもヒットとなった。ほとんどエノケン一座でキャスティングされ、人気を博した。その後、中国ロケを敢行し、人気俳優らと共演して1941年（昭和16年）に封切られた映画『エノケンの孫悟空』も大ヒットとなった。
しかし、同年末の対英米開戦などの第二次世界大戦の激化によってコメディ映画の制作数は激減し、その他の映画においても国策に賛同する役柄を演じさせられることが多くなり、そのキャリアと人気は停滞を余儀なくされた。

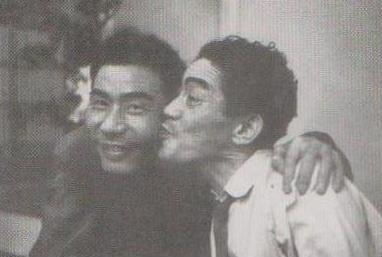
酒席で田岡一雄の顔に接吻する榎本健一
1951年（昭和26年）

### 喜劇界の重鎮
終戦後、笠置シヅ子がエノケンの相手役を務めたが、同コンビは有楽座の舞台を連日満員にし、映画でも『エノケンのびっくりしゃっくり時代』『歌うエノケン捕物帖』『エノケン・笠置のお染久松』などがヒット作となった。また、過去に「犬猿の仲」といわれた古川ロッパと1947年4月東京有楽座『弥次喜多道中膝栗毛』で初共演。直後の映画『新馬鹿時代』前編後編でも榎本のヤミ屋を演じて古川の警官と共演。ともに話題を呼んだ。
舞台で孫悟空を演じた際に、如意棒を左足に落としたことが原因で脱疽を発病。1952年（昭和27年）、再発したのは右足で、足の指を切断することになった。その後は主に舞台に活躍の場を移し、1954年（昭和29年）には古川ロッパ、柳家金語楼と「日本喜劇人協会」を結成。自ら会長となり、喜劇人協会の公演などで軽演劇を演じ続けた。1960年（昭和35年）には、56歳で紫綬褒章を受章した。また、同年に第5回テアトロン賞を受賞。
ところが1957年（昭和32年）にはまだ26歳だった長男の鍈一を失うとともに1962年（昭和37年）には病魔が再発し右足を大腿部から切断。そして失意から自殺未遂を繰り返すなど私生活では次々と不幸に見舞われた。しかし、後妻の献身的な看護と、病床を訪ねた喜劇王ハロルド・ロイドの「私も撮影中の事故で指を失いました。ハリウッドには片足を無くして義足で頑張っている俳優がいます。次に日本に来る時はあなたがまた舞台や映画で活躍している事を確信しています」という励ましにより、生きる気力を取り戻した。翌1963年再来日したロイドと再会している。
その後、精巧な義足を得て、舞台・映画に復帰。1966年（昭和41年）には芸術祭奨励賞受賞。榎本はその後も、この義足にいろいろ仕掛けを施して、義足を使った芸も試している。

### 晩年
怪我の悪化やテレビジョンの人気などにより、晩年は舞台活動も少なくなったが、それと比例してテレビでの活躍が増えドラマ「おじいちゃま、ハイ」や歌番組出演、「渡辺のジュースの素」「サンヨー・カラーテレビ」などのコマーシャルソングで話題を集めた。一方、映画演劇研究所を開設して後進の育成指導に勤めている。面倒見もよく、1960年代大阪から上京した大村崑は、「当時、関西喜劇人に対する蔑視が強い雰囲気の中、榎本先生だけはとても温かく迎えてくださった」と述懐している。
長年の飲酒癖で肝臓を患うなど体調を崩していたが、1969年11月の台湾巡業中に、エージェントに出演料を騙し取られ、この時の精神的ダメージで体調がさらに悪化した。そんな中で、同年12月に帝国劇場で公演された『浅草交響樂』の『最後の伝令』で、台湾公演から帰国後、空港から駆け付け車椅子姿で演出を担当する。自身、90度で倒れる演技指導をして起き上がれないまま涙を浮かべて「『これくらいの気持ちで悲劇を演じなきゃこれは喜劇にならないんだよ…大悲劇として演じなけりゃお客の目や耳にとどいても、心にとどく悲劇にはなんねえよ。』と叫んだ」と出演した財津一郎は語っている。

### 死去
「病院で年を越すのは嫌だ」と主張して病院に行くことを拒んでいたが、年が改まった1970年（昭和45年）の元旦に激しく体調を崩したため周りの人の勧めもあり神田駿河台にある日大病院に緊急入院、3日後の1月4日には昏睡状態に陥り、更に3日後の1月7日の午後2時50分頃に肝硬変により死去した。65歳没。最後の言葉は「ドラが鳴ってるよ、早くいかなきゃ」だったという。
死後、勲四等旭日小綬章を受章。戒名は天真院殿喜王如春大居士。墓所は港区西麻布の長谷寺にある。

## エピソード
- 敗戦直前に撮影された、「勧進帳」のパロディ映画「虎の尾を踏む男達」（監督・黒澤明）に出演。ラストシーンの跳び六法は、1934年に二代目市川左團次の紹介で川尻清潭から教えてもらったものであった[6]。
- 映画ロケ先の妙義山麓で菊谷栄の戦没を聞かされ、号泣したが、帰京の列車内でもウイスキーを飲みながら泣き続けていた[7]。
- 主演映画作品の一つ、『エノケンの孫悟空』（東宝）は日本特撮の雄である円谷英二が製作に携わっている。
- 人気絶頂期、「エノケソ」、「土ノケン」などと名乗る偽物が全国各地を廻り活躍した[8][9][10][11]。
- 作家小林信彦は榎本の大きな特徴として、喜劇俳優がシリアスな俳優に抱きがちな劣等感とまったく無縁であったことを挙げ、当時本格演劇の主流であった新劇に対しても「若い人向けにああいうものもあっていい、ぐらいに考えていたふしがある」と、むしろ優越感ともいうべき喜劇の誇りを持っていたことを示唆している（「日本の喜劇人」）。
- 晩年の不幸の連続で、1000万円近い借金を背負い込み、喜劇人でありながら"悲劇の人"と言われた[12]。それでも困苦と闘い続ける健気さが見る者の心を打った[12]。400万円の税金が払えず、銀行からやっとこそさ借りて収めたという話が、当時の池田勇人首相の耳に入り[12]、ショックを受けた池田が同情し、自ら発起人代表になって、政界、財界、芸能界へ支援を呼びかけ[12]、1964年10月29日に東京丸の内の東京會舘で「榎本健一君を激励する会」が開かれ、河上丈太郎（社会党）や西尾末広（民主社会党）らも出席し、珍しく政党の枠を超えた呉越同舟の支援が行われた[12]。各方面からの寄付は500万円以上集まったとされる[12]。
- 最晩年、自殺を決断した際、ガス管をひねって「サヨナラ」と言ったが、余りにもその声が大きかったため家人が気付いて、この一件は未遂に終わり一命を取り留めたことがある。二度目は縊死を図ろうと電気コードに首をくくる際転倒し、これまた未遂に終わっている[13]。
- 2004年に、生誕100年記念として歌唱曲を収録したCDが発売された。
- 晩年、小林信彦や坂本九を相手に往年の芸について長時間説明したが、あまりに古臭く皆を辟易させた。榎本は坂本には一目置いており、自身の芸を譲ってもよいと発言している[14]。また榎本と坂本九の墓所は同じ寺にあり、互いの墓が見えるくらい近所にある。

## 主な出演

### 映画
1927年
- 異国の娘
- 謎の指輪

1928年
- 助太刀商売

1934年
- エノケンの青春酔虎伝 - 榎本
- エノケンの魔術師 - エノケンの魔術師

1935年
- エノケンの近藤勇 - 近藤勇、坂本龍馬

1936年
- エノケンのどんぐり頓兵衛 - どんぐり頓兵衛、出目井玉ノ助
- エノケンの千万長者 - 江本三郎
- 続エノケンの千万長者
- エノケンの江戸っ子三太 - 三太

1937年
- 江戸っ子健ちゃん - 瀬戸物屋
- エノケンのちゃっきり金太 - ちゃっきり金太
- エノケンの猿飛佐助 - 猿飛佐助

1938年
- エノケンの風来坊 - 風来坊
- エノケンの法界坊 - 法界坊
- エノケンの大陸突進
- エノケンのびっくり人生 - 健ちゃん

1939年
- エノケンのがっちり時代 - 健ちゃん
- 忠臣蔵 前篇・後篇 - 畳職人八公
- エノケンの鞍馬天狗 - 鞍馬天狗
- エノケンの森の石松 - 森の石松
- エノケンの頑張り戦術 - 稲田
- エノケンの弥次喜多 - 喜多八

1940年
- エノケンのざんぎり金太 - ちゃっきり金太
- エノケンの誉れの土俵入 - 勇蔵（滝登）
- エノケンのワンワン大将 - 三太
- 孫悟空（前篇・後篇） - 孫悟空

1941年
- エノケン・虎造の春風千里 - 与之吉
- エノケンの金太売り出す
- 巷に雨の降る如く - 金ちゃん
- エノケンの爆弾児 - 健吉

1942年
- 待って居た男 - 金太
- 水滸伝 - 旅の遊芸人、黒旋風李達、鄭屠（贋李達）
- 磯川兵助功名噺

1943年
- 兵六夢物語 - 大石兵六

1944年
- 韋駄天街道 - 猪助
- 三尺左吾平 - 三尺左吾平

1945年
- 天晴れ一心太助 - 一心太助
- 勝利の日まで
- 歌へ!太陽 - 修吉

1946年
- 幸運の仲間 - 啓一
- 人生とんぼ返り - 徳永卯之吉
- 東宝ショウボート - エノケンの活動屋

1947年
- 聟入り豪華船 - 小野田伝右衛門
- 四つの恋の物語 第三話 恋はやさし - 金ちゃん
- 九十九人目の花嫁
- 新馬鹿時代 - 小原金次郎

1948年
- 馬車物語 - 寅市
- エノケンのびっくりしゃっくり時代 - 健太
- エノケンのホームラン王 - 甥・健吉
- 歌ふエノケン捕物帖 - 権三、怪人物

1949年
- エノケンの拳闘狂一代記 - 江之吉
- エノケン・大河内の旅姿人気男 - 半ピン（小桜）
- エノケンのとび助冒険旅行 - とび助
- エノケン・笠置の極楽夫婦 - 高原五郎
- エノケン・笠置のお染久松 - 久松

1950年
- らくだの馬さん - 屑屋の久六
- エノケンの底抜け大放送 - 川上兼六
- エノケン・ロッパの弥次喜多ブギウギ道中
- 東京キッド - 細川大八
- エノケンの豪傑一代男
- エノケンの八百八狸 大暴れ - 犬神小源太（狸）
- エノケンの天一坊 - 法竹、将軍様

1951年
- 右門捕物帖 片眼狼 - 紀の国屋金左衛門
- お馴染み判官 あばれ神輿 - 目明し藤七
- 右門捕物帖 帯どけ仏法 - おしゃべりの伝六
- エノケンの怪盗伝 石川五右衛門 - 五助、怪老人
- 極楽六花撰 - 直侍、閻魔大王

1952年
- おかる勘平 - 羽根本健一
- 虎の尾を踏む男達 - 強力（製作は1945年）
- 金の卵 Golden Girl - 賛助出演
- トンチンカン三つの歌 - 根本健三
- 喧嘩安兵衛 - 仕立屋銀次
- トンチンカン捕物帖 まぼろしの女 - チョイトの松

1953年
- 恋の風雲児 - 金助

1954年
- 落語長屋は花ざかり - 八五郎
- 夏祭り落語長屋 - 八五郎、呑海
- 落語長屋のお化け騒動 - 八五郎
- 恋愛特急 - 江戸川金一
- エノケンの天国と地獄 - 圭太

1955年
- 初笑い底抜け旅日記 - 風来坊の金太
- やんちゃ娘行状記 - 石橋善郎
- 花嫁立候補 - 石橋善郎
- お笑い捕物帖 八ッあん初手柄 - 八五郎
- むっつり右門捕物帖 鬼面屋敷 - おしゃべり伝六
- 銭形平次捕物控 どくろ駕籠 - 八五郎
- 親馬鹿子守唄 - 良太
- 東映家庭劇シリーズ けちんぼ長者 - 新田嘉助

1956年
- ますらを派出夫会 - 江川健太
- びっくり捕物帖 女いれずみ百万両 - 金太
- 続・ますらを派出夫会 お供を辛いね
- 鼻の六兵衛 - 鼻の六兵衛
- 大暴れチャチャ娘 - 父・岩助
- 極楽第一座 アチャラカ誕生 - 中村健之助
- 極楽第一座 アチャラカ大当り - 中村健之助
- 宝島遠征 - 猿吉
- 恋すれど恋すれど物語 - 山賊柿の木八年斎

1957年
- 極楽島物語 - 桧山庄助
- らくだの馬さん - 久六
- とんちんかん八百八町 - 三河町伴七
- 「動物園物語」より 象 - 善さん（象係）

1958年
- 銭形平次捕物控 八人の花嫁 - 八五郎
- 泣き笑い!日本晴れ - 巡査部長
- 大江戸千両祭 - 治助
- 水戸黄門漫遊記 - 旅芸人
- 忠臣蔵 暁の陣太鼓
- 大暴れ東海道 - 遠山左衛門尉
- 二等兵物語 あゝ戦友の巻 - 大和勇人

1959年
- 忠臣蔵 櫻花の巻・菊花の巻 - 多右衛門
- 大笑い江戸っ子祭 - 勘七
- かた破り道中記 - 堀田孫兵衛
- 日本誕生 - 八百万の神[15]

1960年
- 落語天国紳士録 - 伊勢屋清兵衛
- ハワイ・ミッドウェイ大海空戦 太平洋の嵐 - 校長[15]
- はったり二挺拳銃
- 日本よいとこ 無鉄砲旅行 - 治作
- 続・番頭はんと丁稚どん - サーカスの団長

1961年
- 誰よりも金を愛す - アイス大統領
- 伴淳・森繁のおったまげ村物語 - 馬五郎親分
- 乾杯!ごきげん野郎 - 榊安左衛門

1962年
- 次郎長社長と石松社員 威風堂々 - 大前田花太郎
- 喜劇 団地親分 - 江戸原竜之助
- 愉快な仲間 - 榎看守
- 雲の上団五郎一座 - 雲の上団五郎

1963年
- 続雲の上団五郎一座 - 雲の上団五郎
- ニッポン珍商売 - 山村顕政
- 虹をつかむ踊子 - 榎本健二

1965年
- 花のお江戸の法界坊 - 初代法界坊
- 喜劇 大親分 - 桂田重太郎

1969年
- 臍閣下 - 臍閣下
- ひばり・橋の花と喧嘩 - 弁天の喜助

### テレビドラマ
- エノケンの水戸黄門漫遊記（日本テレビ、1954年）
- エノケンの千一夜物語（日本テレビ、1955年）
- 日真名氏飛び出す（KRテレビ、1955年-1962年）
- エノケンの孫悟空（KRテレビ、1957年）
- 磯川兵助功名噺（日本テレビ、1957年-1958年）
- お父さんの季節[16]（NHK、1958年-1961年）
- 花ざかり八軒長屋（フジテレビ、1959年）
- 笑えば天国（NET、1959年）
- 新三等重役（NET、1959年-1960年）
- 夫婦百景 第86回「日本一夫婦」（日本テレビ、1959年）
- X氏いわく（NHK、1960年-1961年）
- はみだし十郎（MBS、1960年-1961年）
- インスタント部長（NET、1961年）
- 団地親分（KTV、1961年）
- 続しゃっくり寛太（読売テレビ、1961年）
- 若い季節（NHK、1961年）
- 半七捕物帳（日本テレビ、1961年-1962年）
- 跳び上がる娘たち（日本テレビ、1962年）
- おじいちゃま!!ハイ!（日本テレビ、1963年-1964年）
- ちゃっきり金太（日本テレビ、1964年）
- うそ八万騎（日本テレビ、1964年-1965年）
- 雲の上団五郎一座（NET、1965年）
- 文五捕物絵図（NHK、1967年-1968年）
- 意地悪ばあさん 第2話（読売テレビ、1967年）
- 笑ってよいしょ（日本テレビ、1969年）

### テレビ番組
- おとぼけしんぶん（フジテレビ、1959年）
- 私だけが知っている 「舞扇」（NHK、1960年） - 特別探偵
- エノケンの爆笑劇場（日本テレビ、1960年）
- 話の散歩　榎本健一　喜劇に生きる（NHK、1960年）NHK名作選 NHKアーカイブス

### 舞台演劇
- 『がしんたれ 青春篇』（1960年10月 - 芸術座）

### CM
- 渡辺製菓（現・クラシエフーズ）
  - 渡辺のジュースの素（声のみの出演、1960年。「ホホイのホィーと、もう一杯」がキャッチフレーズ）
- 三洋電機
  - サンヨー・カラーテレビ（1965年）
- 西武百貨店
  - 西武冬市（1991年、1993年）

## 栄典
- 1960年 - 紫綬褒章受章
- 1970年 - 勲四等旭日小綬章受章

## 著作
- 『エノケンの泣き笑い人生』日本アート社、1947年12月25日。NDLJP:10297070。
  - 復刊：大空社<伝記叢書>、1998。日本図書センター<人間の記録>、2012
- 『エノケン少年記』小林一夫 絵. 鶴書房 1955
- 『喜劇放談エノケンの青春』明玄書房、1956年9月10日。NDLJP:2479834。
- 『喜劇こそわが命』栄光出版社 1967

## エノケンを登場人物としたフィクション
- わが歌声の高ければ[17] - NHKの銀河テレビ小説(1969)。主演は榎本が評価していた坂本九。ただし出征して戦死するなど脚色が多い。
- エノケン－私が愛した喜劇王 - 1983年にTBSで放送されたドラマ。堺正章主演。
- 長坂秀佳浅草エノケン一座の嵐 1989年 - 第35回江戸川乱歩賞受賞作。エノケン以外にシミキン（清水金一）も登場。
- わが家の歴史 - 2010年にフジテレビで放送された三谷幸喜脚本によるスペシャルドラマ。木梨憲武が演じた。
- ブギウギ - 2023年後期の連続テレビ小説。エノケンをモデルとしたキャラクター「タナケン」こと「棚橋健二」が登場。生瀬勝久が演じる。